# 바브라 스트라이샌드
바브라 스트라이샌드(Barbra Joan Streisand, 1942년 4월 24일 ~ )는 미국의 가수, 배우이다. 또한 영화 제작자이자 감독이며, 정치적 행동주의자이며 화가이기도 하다. 스트라이샌드는 아카데미 여우 주연상과 음악상을 받았으며, 에미상, 그래미상, 골든 글로브상 등을 받았다. 스트라이샌드는 역사적으로 가장 성공한 여성 연예인 중 한 명이며, 미국에서 가장 많은 앨범을 판 여성 가수이기도 하다. 전 세계적으로 스트라이샌드의 앨범은 약 1억 4천 5백만 장이 팔렸다. 1992년, 바브라 스트라이샌드는 그래미 레전드상(Grammy Legend Award)을 받았다.

## 출연
- 2010년: Duck Sauce - Barbra Streisand (MV)
- 2010년: 미트 페어런츠 3 (Little Fockers) - 로즈 포커 역
- 2004년: 미트 페어런츠 2 (Meet the Fockers)
- 2001년: 바브라 스트라이샌드 : 타임레스 (Timeless : Live In Concert)
- 1996년: 로즈 앤 그레고리 (The Mirror Has Two Faces) - 로스 모건 역
- 1991년: 사랑과 추억 (The Prince of Tides) - 수잔 로웬스타인 역
- 1987년: 너츠 (Nuts) - 클라우디아 역
- 1983년: 옌틀 (Yentl) - 옌틀 역
- 1981년: 꿈꾸는 야생마 (All Night Long) - 쉐릴 기본스 역
- 1979년: 메인 이벤트 (The Main Event) - 힐러리 역
- 1975년: 바브라 스트라샌드의 갈채 (Funny Lady) - 화니 브라이스 역
- 1976년: 스타 탄생 (A Star Is Born) - 에스더 호프먼 역
- 1974년: 바브라 내 사랑 (For Pete's Sake) - 헨리 로빈스 역
- 1973년: 추억 (The Way We Were) - 케이티 역
- 1972년: 업 더 샌드박스 (Up the Sandbox) - 마거릿 역
- 1972년: 왓츠 업 덕? (What's Up, Doc?) - 주디 역
- 1970년: 올빼미와 새끼 고양이 (The Owl and the Pussycat) - 도리스 역
- 1969년: 헬로 돌리 (Hello, Dolly!) - 돌리 레비 역
- 1968년: 화니 걸 (Funny Girl) - 패니 브라이스 역